# Burst Cutting Area

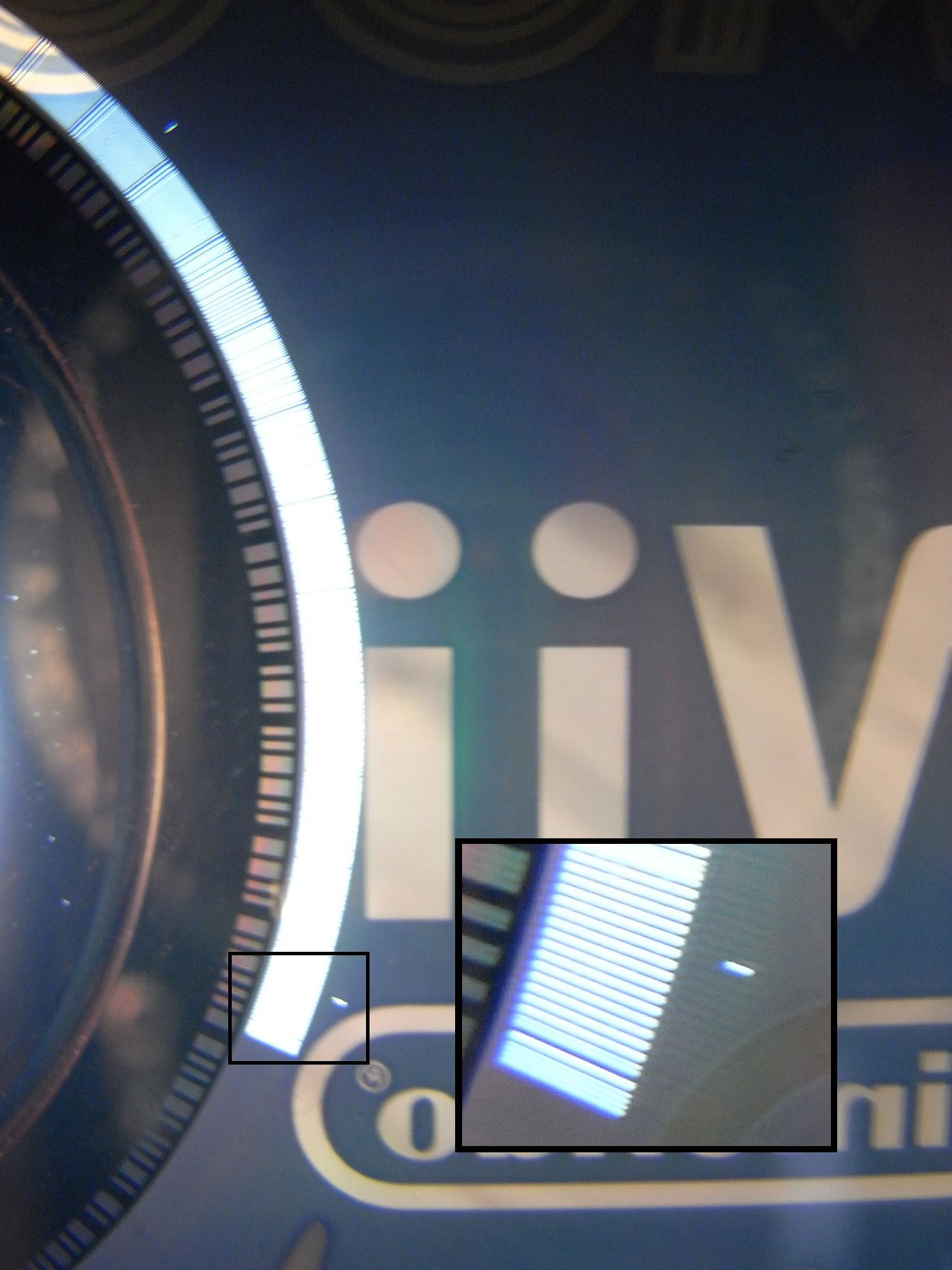
Una sección del BCA de un Nintendo Optical Disc.

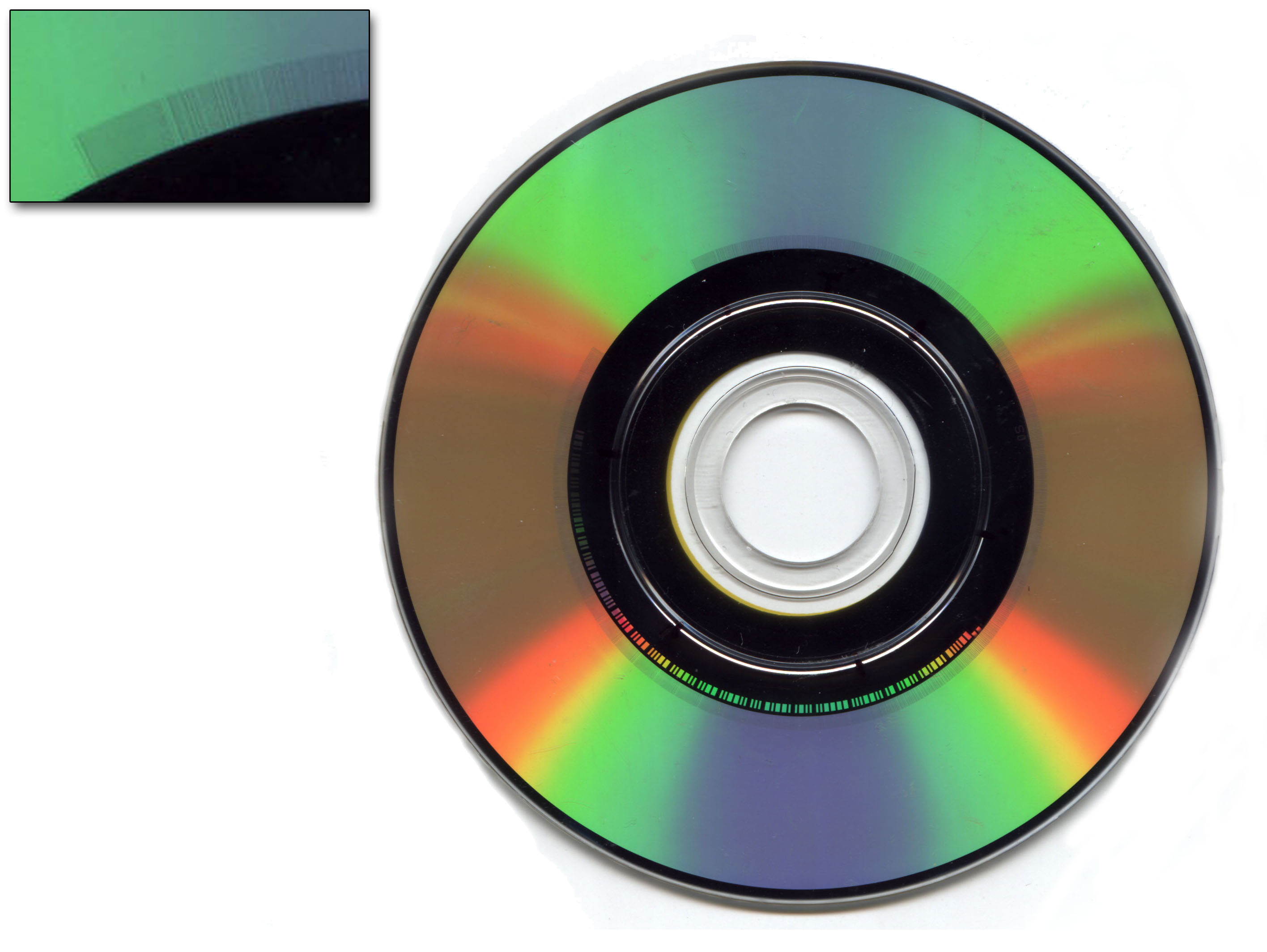
El Burst Cutting Area en un DVD de 80 mm.

En informática, el Burst Cutting Area (BCA) o Narrow Burst Cutting Area (NBCA) hace referencia al área circular cerca del centro de un DVD, HD DVD o Blu-ray Disc, donde puede ser escrito un código de barras con información adicional como códigos ID, información del fabricante y números de serie. El BCA se puede escribir durante la grabación usando un láser YAG para "cortar" el código de barras dentro de la capa de aluminio reflectante en el disco terminado, potencialmente añadiendo un código de barras único para cada disco manufacturado.
Si la marca BCA está presente, puede verse a simple vista en un radio entre 22.3±0.4 mm y 23.5±0.5 mm. No debe confundirse con el código de barras IFPI que está presente en todos los discos pregrabados.
Los datos almacenados en el BCA pueden ser desde 12 bytes hasta 188 bytes en pasos de 16 bytes. El BCA puede leerse con el mismo láser que se usa para leer el contenido del soporte, pero requiere un hardware especial para ser decodificado. No es obligatorio que los reproductores de DVD soporten la lectura del BCA, pero las unidades de DVD-ROM si deberían hacerlo de acuerdo a la especificación Mount Fuji. El BCA no puede ser escrito sin usar un equipo especial, por lo tanto el BCA puede ser usado para identificar discos individuales de forma segura.
El formato Digital Video Express usaba el BCA para identificar de forma unívoca cada disco. La información para CPRM se guarda en la BCA de los discos DVD-RAM o DVD-R/RW. El Nintendo Optical Disc usa una marca BCA para prevenir el uso de discos copiados y homebrew. En los discos Blu-ray el Pre-recorded Media Serial Number (PMSN) puede ser guardado en el BCA.